# Chapan

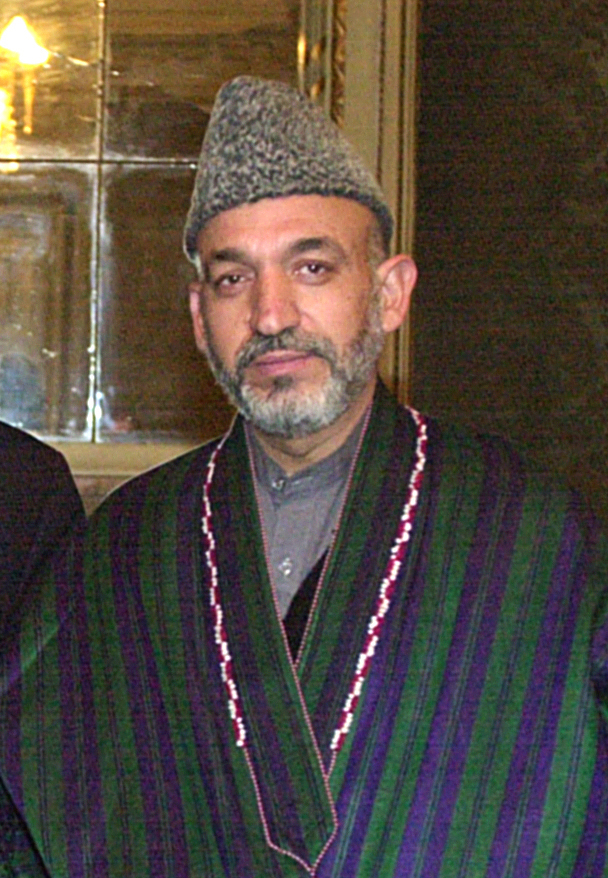
De Afghaanse oud-president Karzai draagt een chapan

Een chapan is een driekwartjas van gestreept katoen in assortie met geborduurde dopa-hoedjes en kniehoge leren laarzen. Deze lange jas wordt vooral door moslims in Centraal-Azië gedragen.